# محطة الزرقاء
 محطة الزرقاء تقع في مدينة الزرقاء الأردنية وهي إحدى محطات الخط الحديدي الحجازي. يأتي ترتيبها بين محطة المفرق ومحطة عمان.